# Șeherezada
Șeherezada (în persană شهرازاد Šahrāzād) este un personaj feminin major și povestitoarea din cadrul narațiunii din colecția de povești din Orientul Mijlociu cunoscută sub numele de O mie și una de nopți și o ipotetică regină persană. 

## Nume
Potrivit științei moderne, numele Scheherazade derivă din numele persan mijlociu Čehrāzād, care este compus din cuvintele čehr („filiație”) și āzād („nobil, înălțat”).  Cele mai timpurii forme ale numelui Șeherazadei din sursele arabe includ Shirazad ( شيرازاد , Šīrāzād) în Masudi și Shahrazad în Ibn al-Nadim.
Numele apare ca Šahrazād în Encyclopaedia of Islam  și ca Šahrāzād în Encyclopaedia Iranica.  Printre edițiile tipărite standard din secolul al XIX-lea, numele apare ca شهرزاد (Šahrazād) în ediția Calcutta a lui Macnaghten (1839–1842)  și în ediția Bulaq din 1862,  și ca شاهرزاد (Šahrazād) în ediția Breslau (1825–1843).  Ediția critică a lui Muhsin Mahdi are شهرازاد (Šahrāzād).

## Narațiune
Regele persan Șahriar, în urma descoperirii că soția sa, pe care o iubea, l-a înșelat, se înfurie și poruncește să fie omorâtă. Convins că toate femeile sfârșesc prin a deveni infidele, ordonă apoi marelui său vizir să-i aducă în fiecare zi câte o fecioară, cu care se căsătorește și petrece câte o noapte, decapitând-o a doua zi. După trei ani, marele vizir, nemaigăsind fecioare pentru regele său, îi împărtășește problema frumoasei și inteligentei sale fiice, Șeherezada. Aceasta se oferă să devină următoarea soție a regelui. Tatăl său se opune inițial, dar în urma hotărârii ei, până la urmă acceptă resemnat.
Odată ajunsă în camerele regelui, Șeherazada a întrebat dacă ar putea să-și ia un ultim rămas bun de la iubita ei soră mai mică, Dunyazad, care fusese pregătită în secret să-i ceară Șeherazadei să spună o poveste în timpul nopții lungi. Regele stătea treaz și ascultă cu uimire când Șeherazada spunea prima ei poveste. Noaptea a trecut, iar Șeherazada s-a oprit la mijloc. Regele i-a cerut să termine, dar Șeherazada a spus că nu mai era timp, deoarece se făcea ziuă. Așa că regele i-a cruțat viața pentru o zi, ca să poată termina povestea în noaptea următoare. Următoarea noapte, Șeherezada termină prima poveste și începe alta, mai incitantă, pe care a oprit-o din nou la jumătate în zori. Din nou, regele i-a cruțat viața pentru încă o zi, ca să poată termina a doua poveste.

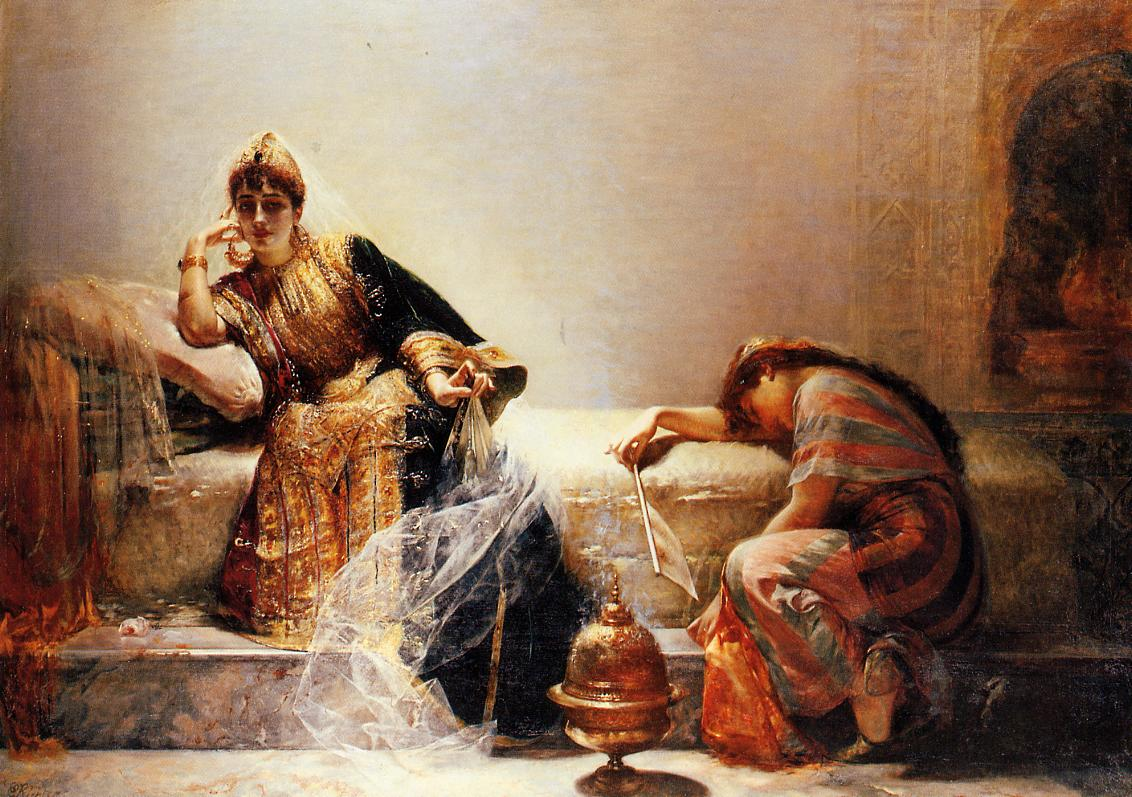
Șeherezada de Édouard Frédéric Wilhelm Richter

Astfel, regele a ținut-o în viață pe Șeherazada zi de zi, în timp ce anticipa cu nerăbdare încheierea poveștii fiecărei nopți anterioare. La sfârșitul a 1.001 de nopți și 1.000 de povești, Șeherazada i-a spus în cele din urmă regelui că nu mai are povești de spus și a cerut să-și poată lua rămas bun de la cei trei fii pe care i-i dăruise în acei ani. Totuși, în timpul celor 1.001 de nopți precedente, regele se îndrăgostise de Șeherazada. I-a cruțat viața și a făcut-o regina lui. De la cele 1001 ori vine numele colecției de povestiri O mie și una de nopți. Printre cele mai cunoscute povestiri se numără „Ali Baba și cei 40 de hoți”, „Aladin și lampa fermecată” și „Cele șapte călătorii ale lui Sinbad marinarul”.
În tot acest timp, Șeherezada îi naște regelui trei fii și îl convinge de fidelitatea ei, acesta păstrând-o de soție.

## Originea personajului

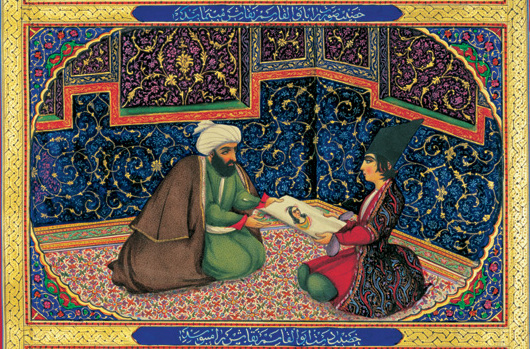
Șeherazada și sultanul, miniatură persană (1849-1856) de Sani al Mulk.

Șeherazada a fost identificată, confundată sau derivată parțial din legendara regină Homāy, fiica lui Bahman, care avea epitetul Čehrzād sau Čehrāzād ( شهرزاد ), „cea a cărei înfățișare este nobilă”. Se spune că mama lui Harun al-Rashid, al-Khayzuran, a influențat și caracterul Șeherazadei.
Șeherazada, pe lângă faptul că este protagonistul amplei povești anonime „O mie și una de nopți”, își dă numele uneia dintre principalele lucrări ale compozitorului rus Rimski-Korsakov.
În 1998, a fost creat un serial de desene animate care a fost difuzat pe canalul France 2 intitulat Princesse Shéhérazade.

## Adaptări în cultura populară
Cele O mie și una de nopți este, de asemenea, un exemplu adesea citat al procesului de mise en abyme (o poveste în cadrul alteia), deoarece spune povestea Șeherazadei care spune povestea unui personaj care uneori va spune ceva la rândul său.

### Literatură
- The Thousand-and-Second Tale of Scheherazade de Edgar Allan Poe
- Shérazade, 17 ani, brunetă, păr creț, ochi verzi , roman de Leïla Sebbar, 1982.
- Scriitorul de fantasy umoristic Craig Shaw Gardner parodiază în primul rând povestirile complicate în romanul Sheherazade's Night Out (1992), introducând o varietate de niveluri narative.

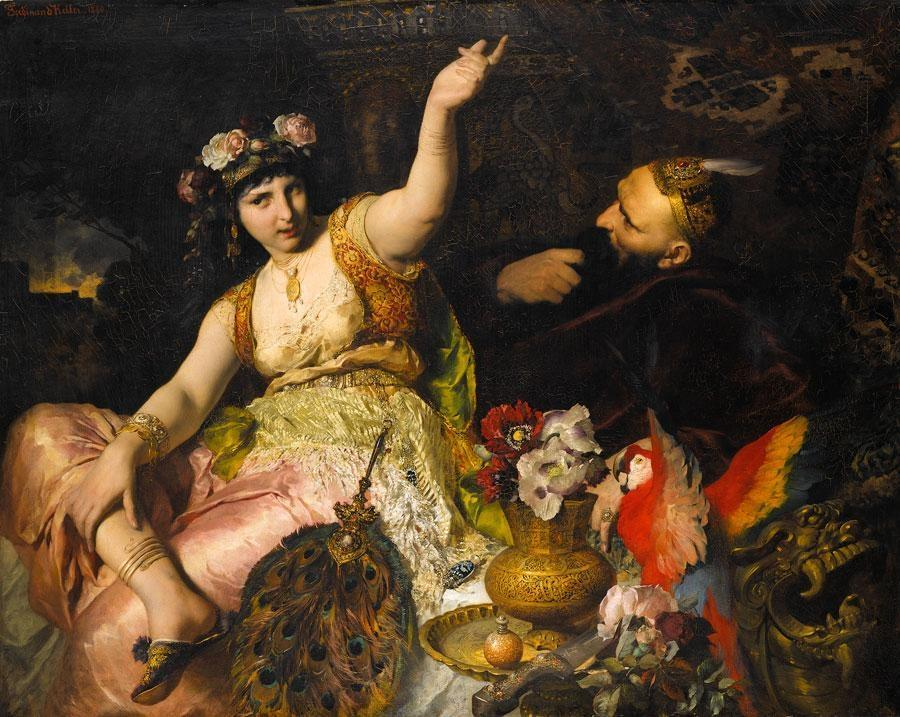
Șeherazada și sultanul de Ferdinand Keller, 1880

- Autorul bosniac Dzevad Karahasan folosește șablonul din „Inelul lui Shahriyar” („Šahriyarov prsten”, 1996) doar indirect pentru a se referi la originile povestirii și civilizației, dar nu permite să apară niciunul dintre cele două personaje principale.

### Cinema
- 1928 Scheherazade (Geheimnisse des Orients) – de Alexandre Volkoff
- 1963 Șeherezada (Shéhérazade) –  de Pierre Gaspard-Huit, cu Anna Karina în rolul titular
- 1971 Shéhérazade – film TV, regia Pierre Badel, cu Claude Jade în rolul titular
- 1985 Șeherezada (И ещё одна ночь Шахерезады.../I eșcio odna noci Șaherezadî) –  regia Tahir Sabirov, cu Elena Tonunț
- 1987 Noile povești ale Șeherezadei (Новые сказки Шахерезады / Novîe skazki Șaherezadî), regia Tahir Sabirov, cu Elena Tonunț
- 1988 Ultima noapte a Șeherezadei (Последняя ночь Шахерезады), regia Tahir Sabirov, cu Elena Tonunț
- 1990 Les 1001 nuits – adaptare în regia lui Philippe de Broca cu Catherine Zeta-Jones în rolul Sheherazadei

### Balet și dans
- 1950 Șeherezada (Шехеразада) – balet pe muzica de Rimski-Korsakov, coregafia de Mihail Fokin
- Scheherazade – balet de Diaghilev .
- Scheherazade: O mie și una de nopți , muzical de Félix Gray

### Muzică
- Rimski-Korsakov a scris un poem simfonic , iar Maurice Ravel trei cântece pentru voce și orchestră cu acest material ca inspirație și o uvertură orchestrală. Mai puțin cunoscută este evocarea personajului de către Karol Szymanowski într-una dintre piesele sale Masques .
- Shéhérazade: Shéhérazade și alte povești , album al trupei de rock progresiv Renaissance

## Legăturiexterne
Materiale media legate de Șeherezada la Wikimedia Commons
- The Arabian Nights Entertainments — Project Gutenberg